# Heinz Werner Schimanko
Heinz Werner Schimanko (* 15. Februar 1944 in Wien; † 22. November 2005 ebenda) war ein österreichischer Hotelier und Gastronom. Der Eigentümer zahlreicher Hotels und Bars galt als der ungekrönte Nachtclubkönig von Wien.

## Leben
Schimanko wurde mitten im Bombenhagel auf Wien im Rettungsauto geboren und stammte aus armen Verhältnissen. Nach dem Krieg und den Jahren im zerstörten Wien hatte er das Ziel, zu Wohlstand und Ansehen zu kommen.
Nach dem Besuch der Mittelschule ging er als Berufssoldat zum österreichischen Bundesheer, machte eine Ausbildung beim Jagdkommando und war danach als Ausbildner tätig.
Seine Karriere als Unternehmer begann er im Jahr 1971. Mit Unterstützung seiner ersten Frau, einer Buchhändlerin, die als Absolventin einer Handelsschule betriebswirtschaftliche Kenntnisse hatte, stieg er in die Gastronomie ein. Auf Kredit erwarb er um 500.000 Schilling (zirka 36.500 Euro) ein Lokal in Schwechat. Nach 14 Monaten sei er schuldenfrei gewesen und konnte beginnen, weiter zu investieren. 1974 kaufte Schimanko das bekannte Wiener Nachtlokal Moulin Rouge in der Walfischgasse und 1975 auch die in Wiener Schickeria-Kreisen beliebte Eden Bar in der Inneren Stadt, die er erstmals als 19-jähriger Soldat besucht hatte und mit deren Erwerb er sich einen Jugendtraum erfüllte:

„Es war noch in der Zeit, als ich beim Bundesheer war. Mit einem alten, klapprigen VW parkten mein Freund und ich ums Eck von der Eden-Bar. Ein elitärer Schuppen, in dem sich die High Society ganz vornehm ein Stelldichein gab, ein Lokal, in das man erst nach reiflicher Prüfung durch den gestrengen Ober Einlass fand. So kratzten wir damals all unser Geld zusammen, um für uns und unsere Mädchen eine Flasche Wein zu ordern. Misstrauisch hielt der Ober sogar Ausschau, mit welchem Auto wir gekommen waren, um so unsere Bonität erahnen zu können! Schwamm drüber! Damals habe ich mir geschworen: Diese Bar wird einmal mir gehören! Eine Bar, in der es ein Privileg ist, Gast sein zu dürfen!“

Einige Jahre nach dem Kauf der Eden erwarb er das als Stundenhotel geltende Hotel Orient. Schimanko mischte ab den 70er Jahren auch erfolgreich im Wiener Rotlicht-Business mit. So betrieb er auch das Café Walfisch, den Club 24, die Schloss-Bar, die Eve-Bar und das Dolce Vita.
Da er Mitte der 90er Jahre zur Ansicht gelangte, man könne Rotlicht-Lokale auf Grund der geänderten äußeren Umstände in Wien nicht mehr seriös betreiben, veräußerte er diese und konzentrierte sich auf die Eden Bar und das Hotelgeschäft (Hotel Opernring; Hotel Domizil).

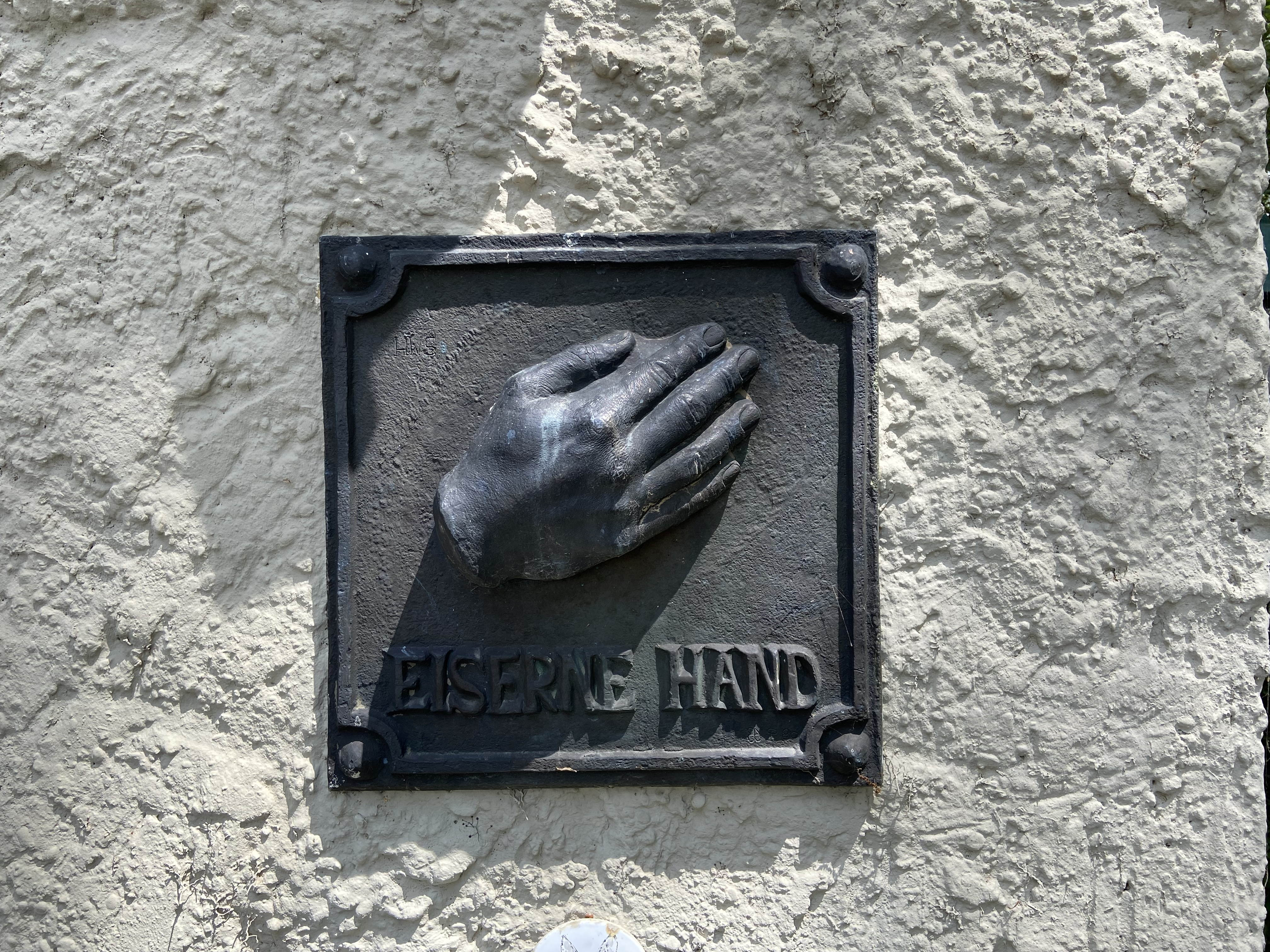
An der der ehemaligen Gastwirtschaft befindet sich heute noch ein Guss einer eisernen Hand.

Zugeschrieben wurden ihm verschiedene Heurigen-Immobilien. Gesichert gehörte ihm Schimanko's Winzerhaus im Wiener Kahlenbergerdorf. Die ehemalige Gastwirtschaft Zur eisernen Hand am Fuße des Kahlenbergs ging ebenfalls in seinen Besitz über, dies mit der Auflage, binnen kurzer Zeit das Lokal wieder zu eröffnen. Bis kurz vor seinem Tod schmiedete Schimanko noch an Plänen, in seinem Hotel Opernring ein 24-Stunden-Restaurant namens Opera, das nach seinen Vorstellungen „ein zeitgemäßes Landtmann für Opernbesucher“ werden sollte, zu eröffnen.
Als Betreiber von Szenelokalen zählte Schimanko zur Wiener Seitenblicke-Gesellschaft. Wen „der Schimanko“ in „der Eden“ persönlich willkommen geheißen hatte, der zählte zu den „Oberen Zehntausend“. Über seine Eden-Bar-Auslage sagte er: „Anfangs wollten die Leute, die drinnen waren, nicht draußen hängen, aber mittlerweile intervenieren die Gäste bei Personal und Fotografen, damit ihr Konterfei die Auslage ziert.“ Seinen Erfolg hat er sich nach eigenem Bekunden „mit 13 Jahren ohne Urlaub und 18 Stunden Arbeit täglich“ erarbeitet. Seine Markenzeichen waren seine „polierte Glatze“, der markante Schnauzbart, seine stämmige Statur, die er seit Teenagertagen vier bis fünf Mal in der Woche trainierte, sowie sein Rolls-Royce mit dem Kennzeichen Eden 1. Er hatte eine umfangreiche private Bibliothek und war sehr belesen und war ein regelmäßiger Opernbesucher: „Seit meinem 16. Lebensjahr liebe ich es, in die Wiener Staatsoper zu gehen – jahrelang wohnte ich förmlich am Stehplatz, Wagners Parsifal habe ich mindestens 40 Mal gesehen!“
In verschiedenen Fernsehserien wie Kottan ermittelt und Ein Schloss am Wörthersee trat er in Gastrollen auf.
Der Kommerzialrat Schimanko förderte als Sponsor den Kraftsport und unterstützte immer wieder Charity-Projekte. Auf Antrag der ÖVP Döbling in der Bezirksvertretungssitzung im Juli 2007 wurde ein zur Eisernenhandgasse führender Verbindungsweg im 19. Wiener Gemeindebezirk nach ihm als Heinz-Werner-Schimanko-Weg benannt.

## Privat
Schimanko hatte aus erster Ehe mit einer Buchhändlerin drei Kinder. Die Tochter Michaela Schimanko-Stiedl, die sich – wie der Vater – in der Gastronomie engagierte und die er beim Betrieb der von ihr erworbenen Reiß-Bar unterstützte, führt sein Unternehmen weiter. Sein Sohn Heinz Dietmar Schimanko wurde Anwalt, Heinz-Rüdiger Schimanko verfügt über das Hotel Orient. Nach dem Tod seiner ersten Frau heiratete er nochmals und hatte aus dieser zweiten Ehe zwei Söhne. Seinen Wohnsitz hatte er im Anwesen der ehemaligen Gastwirtschaft Zur eisernen Hand in Wien-Döbling.
Heinz Werner Schimanko starb in Wien-Alsergrund an einem Herzinfarkt und wurde auf dem Kahlenbergerdorfer Friedhof in Wien beerdigt.